# Nani
Luís Carlos Almeida da Cunha (17. listopadu 1986 Praia), známější pod přezdívkou Nani, je portugalský profesionální fotbalista, který hraje na pozici křídelníka za Portugalský prvoligový klub CF Estrela. Je bývalým portugalským reprezentantem.
Od roku 2006 do roku 2017 odehrál celkově 112 reprezentačních zápasů, v nichž vstřelil 23 gólů.

## Klubová kariéra
Se seniorským fotbalem Nani začal v dresu Sportingu CP. Z portugalského klubu v roce 2007 přestoupil do Manchesteru United. V tomto klubu má smlouvu až do sezóny 2014/15, ale již nyní připustil možnost odchodu.
„Jsem teď velice šťastný, ale nevím, jaká bude má budoucnost. Prozkoumám všechny možnosti. Fotbal není jen o Anglii nebo Španělsku. Můj agent nyní čeká na zprávy od United. Učinili jsme jim protinabídku a čekáme na nabídku z jejich strany.“ — Nani
V srpnu 2014 odešel hostovat do Sportingu CP. V létě 2015 posílil turecký klub Fenerbahçe. O rok později v červenci 2016 podepsal tříletý kontrakt se španělským mužstvem Valencia CF. O rok později 11. 7. 2018 přestoupil ze španělské Valencie do Sportingu Lisabon, kde jako mladý začínal. Podepsal smlouvu do 30. června 2020.

## Reprezentační kariéra
Nani debutoval v A-mužstvu Portugalska 1. 9. 2006 v přátelském utkání v Brøndby proti reprezentaci Dánska (porážka 2:4). V utkání vstřelil jednu branku.

## Úspěchy
- Tým roku Premier League podle PFA – 2010/11[9]

## Vyznamenání
- komandér Řádu za zásluhy – Portugalsko, 10. července 2016[10]